# Aurora (Ceará)
Aurora is een gemeente in de Braziliaanse deelstaat Ceará. De gemeente telt 25.113 inwoners (schatting 2009).
De gemeente grenst aan Lavras da Mangabeira, Ipaumirim, Barros, Milagres, Missão Velha, Cachoeira dos Índios en Caririaçu.